# 蒙特勒伊門站
蒙特勒伊門站（法語：Porte de Montreuil）是巴黎地鐵的一個車站。蒙特勒伊門站的名稱來自於蒙特勒伊門，是巴黎19個城門之一。蒙特勒伊門站開通於1933年12月10日，是巴黎地鐵9號線的延伸工程之一。在蒙特勒伊門站可以換乘巴黎路面電車3號線。

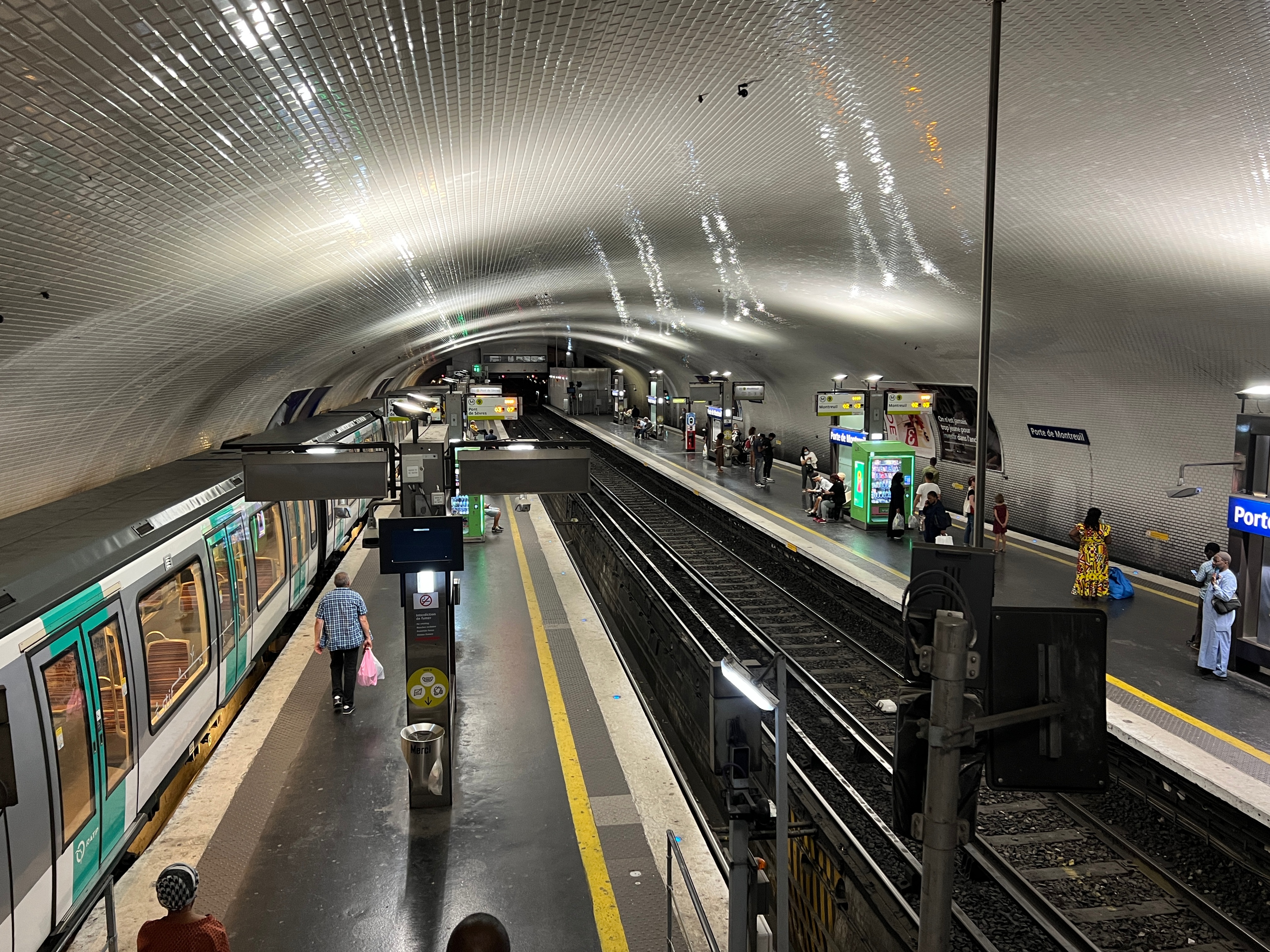
月台（2022年7月）

## 車站結構
| 街道層    |                       |                            |
| B1        | 夾層                  |                            |
| 9號線列車 | 西行                  | 往塞夫爾橋（菜農）         |
| 9號線列車 | 島式月台，左/右側開門 |                            |
| 9號線列車 | 西行                  | 往塞夫爾橋（菜農）         |
| 9號線列車 | 東行                  | 往蒙特勒伊鎮（羅伯斯庇爾） |
| 9號線列車 | 島式月台，右側開門    |                            |
| 9號線列車 | 東行                  | 往蒙特勒伊鎮（羅伯斯庇爾） |